# Mustasaari (ö i Finland, Södra Savolax, Pieksämäki, lat 62,22, long 27,95)
Mustasaari är en ö i Finland. Den ligger i sjön Haukivesi och i kommunen Jorois i den ekonomiska regionen  Pieksämäki ekonomiska region  och landskapet Södra Savolax, i den södra delen av landet, 280 km nordost om huvudstaden Helsingfors. Öns area är 8,3 hektar och dess största längd är 0,5 kilometer i öst-västlig riktning.